# 3-Méthylfentanyl
Le 3-méthylfentanyl, ou méfentanyl, est un antalgique opioïde analogue au fentanyl. C'est l'un des stupéfiants les plus forts, largement distribués sur le marché noir, à l'effet 400 à 6 000 fois plus intense que celui de la morphine selon l'isomère employé, les isomères cis étant les plus puissants,. Il a été produit pour la première fois en 1974 et s'est progressivement retrouvé dans la rue comme alternative à l'α-méthylfentanyl (en) produit clandestinement. Il est cependant rapidement apparu que le 3-méthylfentanyl est sensiblement plus fort que l'α-méthylfentanyl, et donc sensiblement plus dangereux.
Les effets du 3-méthylfentanyl sont semblables à ceux du fentanyl, mais sont bien plus intenses en raison d'une affinité sensiblement plus élevée aux récepteurs opioïdes µ. Il provoque démangeaisons, nausées et dépression respiratoire qui peut mettre la vie en danger.

## Stéréochimie
La structure moléculaire du 3-méthylfentanyl présente deux atomes de carbone asymétriques dans le cycle pipéridine, C3 qui porte le substituant méthyle et C4, le carbone adjacent qui relie l'azote de l'amide. Le 3-méthylfentanyl consiste donc en deux paires d'énantiomères, diastéréoisomères entre elles :
- cis-3-méthylfentanyl, numéro CAS 78995-19-4, racémique
  - cis-(+)-3-méthylfentanyl ou (3R,4S)-(+)-3-méthylfentanyl de numéro CAS 53758-22-8
  - cis-(–)-3-méthylfentanyl ou (3S,4R)-(–)-3-méthylfentanyl de numéro CAS 53758-20-6
- trans-3-méthylfentanyl, numéro CAS 78995-17-2, racémique
  - trans-(+)-3-méthylfentanyl ou (3S,4S)-(+)-3-méthylfentanyl de numéro CAS 155320-02-8
  - trans-(–)-3-méthylfentanyl ou (3R,4R)-(–)-3-méthylfentanyl de numéro CAS 65814-07-5

L'isomère le plus actif étant le (3R,4S)-(+)-3-méthylfentanyl.